# 更木剣八
更木剣八（ざらき けんぱち）は、久保帯人作の漫画作品およびそれを原作としたアニメ『BLEACH』に登場する架空の人物。アニメの声優は立木文彦。ミュージカルでの俳優は鈴木省吾。

## プロフィール
- 護廷十三隊所属、十一番隊隊長
- 身長：202cm
- 体重：108kg（後に発行されたオフィシャルキャラクターブックでは90kg）
- 誕生日：11月19日
- テーマミュージック：Superpredators"/MASSIVE ATTACK『MEZZANINE』[1]収録

## 人物
流魂街で最も治安が悪い北流魂街80地区「更木」出身。その地名を姓とし、代々最強の死神に与えられる称号「剣八（幾度切り殺されても絶対に倒れないという意味）」を自ら名乗った。右目に眼帯、顔の左側には大きな傷があり、頭髪は11本に束ねてあり個々のまとまりに1つの鈴が編み込まれている。死覇装は常にぼろぼろで羽裏色は滅紫（けしむらさき）、羽織は袖のないタイプ。なお、更木は代々数えて十一代目の剣八である。一人称は「俺」。
入隊試験を受けず、前十一番隊隊長を決闘で殺害して、いきなり隊長の地位に就いた実力者。なお、決闘で倒すこと自体は隊規にも定められた正式な隊長選出方法であり罪に問われない。風貌・言動共に荒々しく、圧倒的な威圧感を持って十三隊最強の戦闘部隊を率いている。しかし一方で、涅マユリが斑目一角を手に掛けようとしたとき、それを制止するといった部下思いな面もあり、部下たちも彼の事を慕っている。大義や正義とはかけ離れた位置にいる性格のため、東仙からは忌み嫌われている。元柳斎を「じじい」と呼ぶ（ただし、一応命令には従い隊首会にも出席する）など、目上の者への敬意に欠ける他、朽木白哉とは軋轢があり反発する描写がある。なお、白哉とはアニメオリジナルで少し戦っている。マユリとも馬が合わず、アニメではマユリから「野蛮人」呼ばわりされ口論になったこともあるなど、原作以上に仲の悪さが強調されている。
髪は自らセットし、石鹸で洗う（『カラブリ+』より）ため、いつも固まってごわごわしている。弓親がやりたいと言っても気持ち悪いのでやらせない。アニメ版の「死神図鑑ゴールデン」にて、鈴を髪に編み込む作業は3時間以上かかると発言。雀部が勧めたトリートメントで髪がサラサラになり、いくらセットしてもトゲがしなって苦悩した経験がある。以後、雀部のことが少し嫌いになった。
嫌いな食べ物は納豆（糸が切れず、いつまで経っても食べられないから）。また、尸魂界での争乱後を描いた小説『BLEACH THE HONEY DISH RHAPSODY』では、カレーライスの匂いについて「鼻が馬鹿になりそうだぜ」と言って食べなかった。

### 行動原理
強い相手と戦うことをなによりも愉しむ戦闘狂。視界を狭めた上で自身の霊圧を無尽蔵に削減する眼帯も、音で自身の居場所が伝わる鈴も、「あえてハンデを背負うことで戦いを楽しむ」ために付けている。
これらハンデを自らに課しても「敵が脆すぎて戦いを楽しむ暇がない」ため、常に加減して斬る癖までついてしまった。戦いで自身が負傷することへの恐怖心や躊躇が全くなく、敵の攻撃を受けたり予想外の事態に陥っても怯むこともない。いくら斬られて流血しながらも倒れず反撃する姿には、交戦相手が恐怖を感じるほど。死すらも戦いを楽しむための代償とまで言い放つが、「死んだら何も斬れなくなってつまらない」とも思っており、ノイトラとの戦いで死を予感した際は死を嫌がる側面を見せた。また、戦いとは対照的に職務には重きを置かない。戦いに関しても自分が楽しむことを目的としており、戦えなくなった相手に止めを刺すことにはこだわらない。この価値観が過去に対戦した一角に影響を与えている。ただ、虐殺を望んではおらず、相手との紙一重の戦いを常に渇望している。
実は少年時代、発足直後の十一番隊長であった初代剣八・卯ノ花八千流と交戦し圧倒したが、「ここで倒してしまうともう二度と戦いを悦しむことが出来なくなる」と考え、自ら能力を封じて敗北する。それ以来、無意識の内に相手を倒せる寸前の範囲までしか力を発揮できなくなってしまっていた。その際の八千流の圧倒的な強さに憧れを抱くようになり、後に草鹿やちるにその名前を授けた。

### 能力
視界を遮る眼帯は技術開発局が作製。着用者の霊力を無尽蔵に削減する効果を持つ（並みの霊力の持ち主では戦闘どころか、生命維持すら危うい代物）。眼帯を外した際は、霊力の抑制が解け全力が発揮できる。ただ霊圧の上限は未知数であり、最初の一撃で相手の霊圧を測り、拮抗した殺し合いをするための霊圧へと本能的に調整する。解放状態のヤミーを上回る戦闘能力をもったシエン・グランツと渡り合った際は、石田から両者ともに完全虚化時における一護並の霊圧と評されている。また、藍染は更木を自身の脅威となり得る存在の一つと考えていた。
のちに原作内で当該設定に触れた際、卯ノ花の見立てでは死線をかすめる度に本来の力に立ち戻っていると推察されており、幾度も殺しその度に治療を繰り返す荒療治が行われている。
全隊長の中で隊長就任時に唯一『始解』『卍解』ともに修得しておらず、なおかつ自身の斬魄刀の名前すら知らない異例の存在。ゆえに戦いでは斬魄刀の能力による戦闘は行なわないが、それでも他の隊長を圧倒するほどの実力を持つ。手負いの状態、さらに眼帯で霊力を抑制された状態でも隊長2名を相手に引けをとらない戦闘を繰り広げている。また、歴代全十刃中最高の硬度を持つノイトラの鋼皮を「慣れ」だけで斬ってみせた。
高い戦闘力を誇る一方、方向音痴も災いし霊圧の索敵能力は極めて低い。OVAにてやちるが原因で敵の方角を見誤り、新幹線を追いかけた際は車両に匹敵するスピードを見せた。千年血戦篇での修業後は弱点を克服したのか、やちるの霊圧を探知して駆け付けた。
純然たる肉弾戦や斬り合いを好み、致命傷を負っても平然と攻撃を続ける異常なタフネスを誇る。その反面、戦闘中は鬼道を使用せず、能力値にいたっては現隊長の中で最低（鬼道を使用できるか否かも不明）。自身の隊は、所持する斬魄刀が直接攻撃系のみという暗黙の了解がある。アニメオリジナルのバウント篇にて、鬼道系の能力を駆使する一之瀬に対して姑息と言い放った。
護廷十三隊への入隊当時、騙されて元柳斎から剣道を習ったが、自身との相性の悪さから戦闘での実践はない。しかし、剣道における「剣は片手で振るより両手で振ったほうが強い」という考えには唯一理解を示した。それに基づく斬魄刀の両手持ちによる斬撃は、十刃・ノイトラ（開放状態）に一太刀で致命傷を負わせるほどの威力を有する。仮に今を凌ぐ力をつけて造反した場合、抑えられないと危惧した四十六室が剣道をやめるよう仕向けていたことものちに明らかとなった。
先述の通り卍解できない上に鬼道も使用しないため、作中キャラでは一護とならび、特別な能力などに頼らず純粋な自身の剣の技量と体術、霊圧の高さのみで戦い続けるキャラクターである。
千年血戦編では、卯ノ花八千流（又は卯ノ花烈）と死闘を繰り広げたのち、斬魄刀の声が聞こえるようになった。

### 剣八の名
当初、剣八という名は歴代の死神の中で「何度斬られても倒れない」という強い死神に与えられる称号のようなものだった。現在の更木剣八は数えて十一代目となる。基本的に剣八の名を得るには代々決闘によって先代の剣八を殺害することのみで、例外として二代目と九代目は先代の剣八を決闘により殺害して受け継いだ訳ではなく、二代目は初代剣八である卯ノ花八千流が更木剣八との戦いのあと、剣八の座を退いた事で二代目に引き継がれ、九代目は先代の八代目剣八『痣城剣八』が反逆し『無間』に投獄されたため、称号が空席となった際に、当時の十一番隊副隊長だった死神が例外的に引き継ぐ事となった。
剣八の名はある意味で特権階級のようなものであり、違いはあれど歴代の剣八はすべて通常の死神を超えた強さを誇っている。そして、「剣八は新しい剣八によって倒される」という、ある意味で呪いのような名でもある。
小説も含めて作中で登場したのは、初代剣八だった卯ノ花を含めて5人。

## 経歴

### 尸魂界篇
一角を退けた一護に興味を持ち戦いを仕掛ける。結果は斬月（当時）の助力もあり引き分けとなるが（剣八自身は負けたと思っている）、直後に自身の斬魂刀と対話を試みるなど、強さへの渇望を見せた。一護に再び会うべく、部下達と共に織姫に協力。反逆者として東仙や狛村と対峙する。事態収拾後は一護に一目置き、折を見て戦いをけしかけるも、その度に敬遠されている。

### 破面篇
元柳斎の命を受け、白哉と共に日番谷先遣隊を連れ戻す。その後、白哉やマユリ、卯ノ花らと共に虚圏へ侵入した後、窮地の一護を救出。ノイトラとの死闘を演じ、最終的に剣道で勝利を収める。その後、一護に織姫と共に現世に戻るよう忠告する。
通ってきた全ての黒腔が封鎖され、虚圏に幽閉された際は、一護に代わってヤミーとの対決を引き受け、白哉と反目しあいながらも共闘した。ヤミーが怒りで力を解放し再び二本足になるが勝利する（作中での具体的描写はなし）。深手を負わされたものの高揚する戦いではなく、のちに「つまんねえ戦いだったぜ」と評する。単行本のおまけページにて、眠っている（ふりの）ネルを目覚めさせるためひっぱたこうとするが、気付いたネルに怖がられてしまう。
なお、剣八本人ではないが、内なる虚と戦う一護の精神世界にも登場。一護に戦闘本能を自覚させたことにより、内なる虚を抑える起因となっている。

### 死神代行消失篇
このシリーズより髪形が変わり、破面篇までのようにセットしていない。また、眼帯のデザインも変更された。銀城空吾が一護と接触し、一護が銀城側に与した場合に抹殺する命を受けた隊長格の一人として登場。沓澤ギリコと対戦するが、一太刀で完勝する。一護が尸魂界を脅かすことはないと判断したのち、他の隊長格らと共に帰還した。

### 千年血戦篇
見えざる帝国の尸魂界襲撃を受け、ジェロームやベレニケ、Lのロイドといった星十字騎士団3名と交戦して撃破。自身に化けたLのロイドに若干苦戦を強いられるも、他の隊長たちと違い元々卍解できないため、従来通り戦えていた。その戦闘能力の高さから、5人の特記戦力の1人（未知数は戦闘力）に数えられ、ハッシュヴァルトには化け物と形容された。そして、ユーハバッハ（実際はユーハバッハの姿をコピーしたRのロイド）の元に一足早く辿り着き勝負を挑むが、眼帯を外した全力の状態ですら敗北を喫する。
その後、新総隊長となった京楽の指示で『無間』に赴き、初代剣八である卯ノ花八千流こと卯ノ花烈と死闘を演じた。そこで自身が眠らせていた力を完全に覚醒させ、さらに自身の斬魄刀の声を聞けるようになった。
二度目の侵攻の際にグレミィと交戦し、自身の斬魄刀『野晒』を解放し勝利。しかし、この戦いで消耗したところをリルトット、ミニーニャ、キャンディス、ジゼルら4名に急襲され負傷する。万事休すかと思われたが、霊王宮から駆け付けた一護に救出された。その後、十二番隊の解剖室で浮竹らに医療を施され復活。霊王宮への門完成後は、花太郎や一角らとトイレへ行った間に取り残され、再度門を開けた涅マユリと共に霊王宮へ突入した。
突入後は、マユリと嫌味や独り言を交わしながら行動を共にし、ペルニダと遭遇する。真っ先に斬りかかり傷を負わせるもペルニダの能力で倒れる寸前まで追い詰められてしまう。マユリの疋殺地蔵の麻酔を打ち込まれたことで難を逃れ戦線を離脱し、マユリから指示を受けた一角や弓親の手で肉体保護瓶に入れられた。早々に回復した更木は、一角たちより先んじて戦場に到着。すでにジェラルド・ヴァルキリーと交戦中の白哉と日番谷の元に乱入し、自身も参戦する。始解で応戦するもジェラルドの能力との相性から徐々に押され気味となる。その最中にやちると再会し伝えられた「卍解」を使い一時はジェラルドを圧倒するが、力を解放しすぎた影響で肉体が自壊して倒れてしまう。しかし、すぐ意識を取り戻し、ジェラルドの足を止めて隙を作った。
一連の戦いが収束した10年後も隊長を続けており、やちるに代わって隊長補佐となった一角や弓親と共に瀞霊廷を右往左往していた。

## 戦闘方法

### 斬魄刀
斬魄刀の名は『野晒（のざらし）』。アニメの斬魄刀異聞篇では実体化しなかった。そのため、他の死神たちと異なり特に影響はなく普段通り戦っていた。
解放前は柄と鞘にさらしが巻かれている。剣八自身の霊圧で刃が常時削れている刃こぼれした長刀。
当初は剣八の台詞から常に始解状態にある「常時解放型」の斬魄刀と推測されていたが、千年血戦篇にて始解を会得したため、単なる浅打状態であった事が判明した。
剣八が己の力のみを信じ斬魄刀を理解する意思が無かったためにその名を知る気もなく、斬月からもその様子が示唆されていた。

#### 始解
千年血戦篇での『無間』における卯ノ花との死闘の果てに声（声 - 桑谷夏子）が聞こえるようになった。その後、星十字騎士団のグレミィとの交戦中に初めて解放した。
解放後は剣八の身長を上回る巨大な斧状の剣に変形。グレミィが夢想家の能力で生み出した巨大な隕石ですら、一刀の元に粉砕するほどの破壊力を誇る。
解号は「呑め『野晒』（のめ『～』）」。

#### 卍解
【卍解】の名前と能力は不明。
斬魄刀に戻ったやちるから卍解を伝えられた瞬間に発動。肌が赤黒く染まり、額には二つの角が生え、鬼のような形相となる。また、言語による意思疎通が出来ず、いわゆる狂戦士のような状態で戦う。
ジェラルドを圧倒するとてつもない戦闘力を有するが、余りにも強力過ぎるゆえ、異常な強度を誇る剣八自身の肉体でも耐えきれず、振るった腕が内側から弾けてしまった。

## 備考
作者の久保帯人は、涅マユリと同じく剣八が登場すると話が回ってくれるから良いと語っている。また、涅マユリは他のキャラと異なり、剣以外で戦う演出を見せられるという位置付けに対し、剣八は思いきり剣で戦うシーンを描きたいときにすごく重宝するとも答えている。
芥見下々の漫画作品『呪術廻戦』には東堂葵という人物が登場するが、芥見は「芥見なりの更木剣八」として東堂のキャラクターを構築していった。芥見はまず「呪術における更木剣八」をどうするか考え、「コイツがきたら（強いから）死なんやろ」という剣八のキャラクター性から「コイツがきたら（ギャグになるから）死なんやろ」と転換させ東堂を作ったと語っている。